# DSV Miljø Group
DSV Miljø Group A/S (DSVM) er en dansk transportvirksomhed, der servicerer byggebranchen og med hovedkvarter i Roskilde. Virksomheden driver forretning igennem datterselskaberne DSV Transport, GDL og Nymølle Stenindustrier. Indtil 2024 var RGS Nordic også en del af koncernen. DSV Transport har 400 lastbiler, der servicerer byggebranchen i Danmark. Transportvirksomheden GDL har 2.400 lastbiler i Sverige. Nymølle Stenindustrier har grusgravning på flere lokaliteter i Danmark. DSVM Group er ejet af Peter Korsholm og Kent Arentoft.
Samlet er der over 800 ansatte i koncernen, der årligt omsætter for 4,6 mia. danske kroner.